# Världscupen i snowboard 2012/2013
Världscupen i snowboard 2012/2013 var en tävlingsserie som anordnades av FIS. Världscupen inleddes den 26 augusti 2012 i Cardrona, Nya Zeeland och avslutades den 25 mars 2012 i Sierra Nevada, Spanien.
I snowboardvärldscupen ingår flera olika grenar: Halfpipe, Big Air, Snowboardcross, Parallellstorslalom, Parallellslalom och Slopestyle.

## Tävlingsprogram
| Datum               | Ort             | Land        |
| 26 augusti 2012     | Cardrona        | Nya Zeeland |
| 10 november 2012    | Antwerpen       | Belgien     |
| 7-8 december 2012   | Montafon        | Österrike   |
| 14-15 november 2012 | Telluride       | USA         |
| 21 december 2012    | Carezza         | Italien     |
| 22 december 2012    | Park City       | USA         |
| 11-12 januari 2013  | Copper Mountain | USA         |
| 11-12 januari 2013  | Bad Gastein     | Österrike   |
| 18-27 januari 2013  | Stoneham (VM)   | Kanada      |
| 2 februari 2013     | Blue Mountain   | Kanada      |
| 2-3 februari 2013   | Sudelfeld       | Tyskland    |
| 8 februari 2013     | Rogla           | Slovenien   |
| 9 februari 2013     | Kongsberg       | Norge       |
| 11-17 februari 2013 | Sotji           | Ryssland    |
| 23 februari 2013    | Moskva          | Ryssland    |
| 9-10 mars 2013      | Arosa           | Schweiz     |
| 16 mars 2013        | Spindleruv Myln | Tjeckien    |
| 16 mars 2013        | La Molina       | Spanien     |
| 19-25 mars 2013     | Sierra Nevada   | Spanien     |